# 모피의 마리
《모피의 마리》(일본어: 毛皮のマリー 게가와노마리[*])는 데라야마 슈지가 쓴 희곡이다. 1967년에 마루야마 아키히로(미와 아키히로) 주연으로 초연되었다. 주역인 남창 마리는 남자 배우가 여장을 하고 연기하는 것이 일반적이며, "여장극"이라 불린다. 1막으로 구성되어 있으며, 5장으로 나뉘어 있다.

## 집필 배경
데라야마 슈지가 주재했던 극단 텐조 사지키의 세 번째 작품이며, 미와 아키히로(당시 마루야마 아키히로)를 주연으로 맞이하는 것을 전제로 써진 작품이라고 알려져 있다. 데라야마는 이전 작품 《아오모리현의 곱사등이》에서 미와를 기용했고, 이어서 본 작품도 미와를 주연으로 삼았다. 데라야마는 자신이 자라난 세계 속에 있는 것들을 표현하고자 했다고 말했다. 미녀의 망령 역할로는 게이바의 마담이 기용되었는데, 이는 데라야마가 샌프란시스코에서 공연된 아마추어 벌레스크 공연 이야기에서 힌트를 얻어 생각해낸 아이디어라고 한다.
이 작품의 집필에 영향을 준 작품들이 몇 가지 지적되고 있다. 제목은 프랑스 샹송 "모피의 마리"(La Marie-Vision)에서 따온 것이며, 초연에서도 이브 몽탕이 부른 이 곡이 사용되었다고 한다. 서두부터 《백설 공주》 동화의 인용이 있으며, "거울아, 거울아, 거울님"이라는 대사가 약간의 변화를 가지며 4회 사용되고 있다. 또한, 1960년에 미국의 극작가 아서 L. 코피트가 쓴 희곡 《아아 아버지, 불쌍한 아버지, 어머니가 당신을 옷장 안에 매달아 놓았으니 나는 정말 슬프구나 - 모조품의 프랑스적 전통에 기초한 의고전적 비극희극》의 영향이 지적되고 있다.

## 등장인물
- 모피의 마리[14]
- 킨야(欣也)
- 몬파쿠(紋白)
- 하인
- 추녀의 마리
- 이름 없는 선원
- 미녀의 망령 1~6
- 쾌락의 찌꺼기
- 남색시인의 남자 1~2

## 줄거리
"거울아, 거울아, 거울님. 이 세상에서 가장 아름다운 사람은 누구일까요?" 욕조에서 하인에게 정강이 털을 면도시키고 있는 40세의 남창, 모피의 마리. 방 안에서는 반바지를 입은 미소년 킨야가 포충망으로 나비를 잡아 표본을 만들고 있다. "잡았어요, 마리씨." "마리씨가 아니라, 어머니라고 하라고 했잖아!" 마리에게 길러지고 있는 미소년. 친어머니보다 더 나은 양어머니. 그곳에 분홍색 드레스에 리본을 단 미소녀 몬파쿠가 나타나, 방에 갇혀 있는 미소년에게 인생의 새로운 세계를 가르쳐 주려 한다.
어느 날 밤, 마리는 손님으로 받아들인 선원에게 자신의 신세 이야기를 시작한다. 마리는 대중식당의 자식으로 태어나, 여자뿐인 종업원들 사이에서 가게 일을 돕는 동안 여장에 눈을 뜨게 된다. 종업원 중 한 명인 가네시로 가쓰코와 여자의 매력을 다투는 사이가 된다. 어느 날 밤, 질투에 사로잡힌 가쓰코가 마리를 몰아세우며 조롱한다. 마리는 남자를 고용해 가쓰코를 습격하게 한다. 가쓰코는 남자아이를 낳지만 난산으로 죽고 만다. 마리는 이 아이를 여자아이로 키워나가겠다고 한다.
다시 킨야 앞에 미소녀가 나타난다. 다가온 킨야는 미소녀의 목을 조르고 방을 나가 버린다. 남겨진 방에는 나비 표본과 소녀의 표본. 마리는 떠나간 킨야의 이름을 몇 번이고 부른다. 빙의된 듯한 표정으로 돌아온 킨야에게, 마리는 가발을 씌우고 립스틱을 꺼내는 장면에서 막이 내린다.

## 상연 역사

### 초연
1967년 9월, 데라야마가 주재하는 극단 텐조 사지키에 의해, 데라야마 슈지 연출, 마루야마 아키히로(미와 아키히로)가 마리 역, 하기와라 사쿠미가 킨야 역으로, 아트 시어터 신주쿠분카에서 9월에 초연된 후, 10월에 재공연되었다. 당초에는 히가시 유타카가 연출을 맡을 예정이었으나, 사퇴해 버렸기 때문에 극작가인 데라야마가 연출도 맡게 되었다. 또한, 요코오 타다노리가 미술을 담당할 예정이었으나, 이 역시 결국 데라야마가 담당하게 되었다. 이러한 스태프 변경에 대해서는, 《텐조 사지키 신문》 1967년 10월 9일호에서, 미술에 대해서는 요코오의 세트가 "일정상의 사정"으로 맞추지 못했기 때문에, 또 연출에 대해서는 주연인 마리 역이 좀처럼 결정되지 않아, 히가시가 예정한 연출 계획대로의 상연이 어려워졌기 때문에, 둘 다 데라야마가 담당하게 되었다는 설명을 극단이 발표했다.
그러나 후세에, 요코오의 세트와 마리의 캐스팅에 대해서는, 진상으로서 다른 이야기가 전해지고 있다. 미술에 대해서는, 미와와 요코오의 기억에 따르면, 요코오가 만든 세트가 발주 실수로 너무 커서, 반으로 잘라 반입하려 한 것에 요코오가 화를 내, 갑자기 미술도 데라야마가 담당하게 되었다고 한다. 다만, 이때 세트 절단에 대해 요코오와 싸운 상대가 누구였는지에 대해서는 미와와 요코오의 기억이 달라, 1996년 시점에서 미와는 싸움의 상대가 데라야마였다고 기억하고 있으며, 요코오도 그랬던 것 같다고 말했으나, 2013년에 요코오는 상대가 히가시였다고 말했다. 이때 요코오가 그만두었기 때문에, 무대 미술에 모피의 마리 역의 미와의 소품이 사용되었다. "내 방에 있던 선반과 긴 의자, 병풍, 초상화, 심지어는 커튼까지 운반해 내어 상연에 이르게 되었다"라고 2015년 인터뷰에서 미와가 말했다.
캐스팅에 대해서는, 미와는 주역에 중점을 둔 초기 작품에서는 데라야마가 "맞춤형 대본"을 썼다고 말하며, 본 작품도 자신이 주연한 《아오모리현의 곱사등이》가 히트했기 때문에, 그 기세를 사서 계획한 맞춤형 대본이었다고 증언하고 있다. 이 때문에, 이 연극의 마리 역도 좀처럼 결정되지 않았던 것이 아니라, 맞춤형이었다고 여겨지고 있다. 극단의 의향에 따라, 개연 시까지 마리 역이 누구인지는 비밀로 되어 있었다. 미와는 이 역에 대해 "후세에 남을 대걸작"이 될 것이라는 의기로 출연했다고 한다. 또한, 초연 시에는 여배우가 한 명도 등장하지 않는다는 것이 특징으로 여겨졌다.
이때는 고시노 준코가 무대 의상을 담당했지만, 종이 같은 부직포로 만든 의상을 마리에게 입히려고 해서 주연인 미와와 다투게 되었다. 결국, 미와가 직접 모피를 준비하게 되었다. 고시노는 이 의상만큼은 자신을 크레딧하지 말라고 고집을 부려 데라야마를 곤란하게 했다고 한다.
이 작품은 아트 시어터에서 대히트작이 되었으며, 평론의 측면에서도 호평이었다. 극단 발표에 따르면, 초연 및 10월 재공연에서 합쳐서 4,600명의 관객을 동원했다. 그 후에도 간주곡 부분을 독립시킨 것이 NTV, 스페이스캡슐 등에서 상연되었다.

#### 초연 스태프 및 출연자

##### 스태프
- 각본: 데라야마 슈지
- 연출: 데라야마 슈지(히가시 유타카)
- 음악: 데라야마 슈지
- 조명: 데라야마 슈지
- 제작: 구조 에이코
- 미술: 데라야마 슈지(요코오 타다노리)
- 의상: 고시노 준코
- 안무: 사이카 요시코
- 일시: 1967년 9월 1일
- 장소: 아트 시어터 신주쿠분카

- 극단: "연극실험실 텐조 사지키" 제3회 공연

초연 시 포스터에는 하차한 히가시 유타카, 요코오 타다노리 등의 이름이 있다.

##### 캐스트
- 모피의 마리: 마루야마 아키히로[2]
- 미소년 킨야: 하기와라 사쿠미[2]
- 하인/추녀의 마리: 야마야 하쓰오[2]
- 이름 없는 선원: 니시다 지로[2]
- 미소녀/몬파쿠: 지미[2]

### 초연 이후
이 작품은 여러 차례 재공연되었다.

#### 해외 공연
1969년 6월 3일~4일에, 서독 프랑크푸르트의 국제실험연극제에서, ATA 극장에서 연출 하기와라 사쿠미, 출연 연극실험실 및 텐조 사지키에 의해 상연되었다. 1969년 11월에는 서독 에센 시립극장 연출로, 연출은 데라야마 슈지 및 클라우스 라이닝거로, 현지의 독일인 배우를 기용해 상연되어, 장기 흥행작이 되었다. 1970년 7월에는 록펠러 재단의 초청 사업으로, 미국의 뉴욕 라마마시어터에서, 연출은 데라야마 슈지, 출연은 현지의 미국인 배우에 의해 상연되어, 호평을 받았다. 1971년에는 텐조 사지키가 해외 순업을 했으며, 프랑스의 레알 시장에서도 상연되었다.

#### 미와 아키히로에 의한 상연
1983년 6월 10일~29일에 데라야마 슈지 추도 공연이 세이부 극장(현 파르코 극장)에서 상연되었다. 연출은 스즈키 칸이치로, 출연은 미와 아키히로가 모피의 마리 역, 이우라 히데노리가 미소년/킨야 역이었다. 재공연이 결정되었을 때는 아직 데라야마가 생존해 있었지만 이미 건강이 좋지 않았고, 연습이 시작된 후에 세상을 떠났다.
데라야마의 사후에도, 미와 아키히로에 의한 마리 역으로 파르코 극장을 중심으로 몇 차례 재공연되었다.
1994년 10월 4일~30일에 파르코 극장에서 연출이 한스 페터 크로스, 미와 아키히로가 모피의 마리 역, 이시다 잇세이가 미소년/킨야 역으로 상연되었다. 소녀 몬파쿠 역은 이케다 유키코, 하인 역은 마로 아카지. 이때는 와다 에미가 의상을 담당했다. 미술은 장 하스, 조명은 장 칼만. 티켓은 발매와 거의 동시에 매진되었다고 한다. 11월에는 가와구치, 나고야, 시즈오카, 오사카, 사가미하라에서도 상연되었다.
1996년 1월 12일~2월 4일에 동일 캐스트로 같은 파르코 극장에서 재공연되었다.
2001년 3월 24일~4월 22일에는 연출, 미술, 음악, 주연(마리 역)이 미와 아키히로, 미소년・킨야 역이 오이카와 미쓰히로로, 파르코 극장에서 상연되었다. 그 후, 각지를 순회했다.
- 2001년 4월 25일, 26일 가메아리 릴리오홀(도쿄, 가메아리)[35][36]
- 2001년 5월 1일, 2일 아이치 후생연금회관[36]
- 2001년 5월 4일부터 9일 시어터 드라마시티(오사카)[36]
- 2001년 5월 11일 아스테르 플라자 대홀(히로시마)[36]
- 2001년 5월 21일 홋카이도 후생연금회관(삿포로)[36]

- 2001년 5월 30일부터 6월 1일 후쿠오카시민회관[36][37]

이외에도 센다이, 니가타, 가고시마 등 8곳에서 상연되었다.
이후, 미와는 여러 차례 본 작품의 연출, 미술, 음악, 주연(마리 역)을 겸하여 재공연을 진행했다.
2009년 4월 1일~5월 10일에 르 테아트르 긴자 by PARCO에서, 미소년/킨야 역이 요시무라 타쿠야로 상연되었고, 그 후 오사카, 나고야 등을 순회 공연했다. 요시무라는 2008년 11월 15일에 실시된 미소년 오디션에서 선발된 신인이었다. 약 800명의 지원자 중에서 만장일치로 결정되었다고 한다. 하인과 추녀의 마리 역은 마로 아카지, 미소녀/몬파쿠 역은 와카마쓰 다케시. 그 외에 기쿠치 다카노리, 히노 토시히코, 마메 야마다 등이 출연하였다. 의상은 와다 에미가 담당하였다.
2016년 4월 2일~17일에는 신국립극장 중극장에서 상연되었으며, 더 나아가 그 후 KAAT 가나가와 예술극장과 파르코 극장을 포함한 각지를 순회했다. 미소년 역은 오디션으로 결정한 간슈지 다모쓰였다. 와카마쓰 다케시가 미소녀/몬파쿠 역을 연기했다. 그 외에 기무라 쇼고, 우메가키 요시아키 등이 출연했다.
- 2016년 4월 27일부터 5월 3일 파르코 극장(도쿄・시부야)[41]

- 2016년 5월 28일, 29일 KAAT 가나가와 예술극장(요코하마)[41]

2019년 4월부터 신국립극장에서 상연이 계획되어 있으며, 미와 아키히로가 연출, 미술, 주연을 담당한다. 미소년 역 등의 캐스트는 오디션이 진행되어, 미소년 역은 토도 히나타가 배치되었다.

#### 그 외 상연
도쿄 시부야 장장에서는 데라야마가 생전이던 1982년부터 데라야마 작품의 연속 상연을 진행하고 있었다. 1988년 8월 13일부터 16일에는 바지 워크 시어터, 후쿠시 케이지 연출에 의한 《모피의 마리》가 상연되었다.
1989년 4월 14일부터 17일, 분게이자 르 필리에(도쿄 이케부쿠로)에서 세이가 구성, 연출의 《모피의 마리》가 상연되었다. 노구치 카즈히코, 야하기 다마미 등이 출연했다.
1989년 9월 7일부터 10일, 시부야 장장에서 연극기획 카르나발에 의한, 코마쓰 안리 각색, 연출의 《모피의 마리》가 상연되었다.
1998년 7월 13일부터 29일, 시모키타자와 더 스즈나리에서 상연. 연출, 음악, 미술은 J. A. 시저, 출연은 사사이 에이스케, 카이즈 요시타카(하인 역), 유치 케이고, 우치다 시게(미소년 역), 스즈키 히유 등이다. 초연과 마찬가지로 모든 역을 남성 출연자가 연기했다. 예매권은 모두 매진되어 예정보다 공연을 3일 연장했다.
2002년 11월 28일부터 12월 1일까지, 네온홀(나가노시)에서 극단 "텐조 사지키" 출신의 나카자와 기요시의 연출로 상연되었다. 출연은 나가노에서 활동하는 "연극실험실 카페 시어터" 멤버 여러 명과 다른 극단원들이 맡았다.
2003년 11월 1일, 2일, 제11회 기타큐슈 연극제의 일환으로 기타큐슈시립 구 백삼십은행 갤러리에서 상연되었다. 연출은 노보리야마 미호코가 맡았다.
2008년 5월 1일부터 4일, 시어터 트람에서 데라야마 사후 25년 특별 공연으로 상연되었다. 연출, 주연은 가와무라 다케시. 출연은 데즈카 토루, 간노 나오유키, 가사기 마코토 등이 맡았다. 의상과 분장은 우노 아키라가 맡았다. 기획과 감수는 텐조 사지키에 재적했던 모리사키 헨리쿠(데라야마 헨리쿠)가 담당했다.
2013년 8월 30일부터 9월 4일까지, 잠자 아사가야에서 극단 A・P・B-Tokyo에 의해 다카노 미유키의 연출로 상연되었다. 또한, 2013년 9월 22일, 호시노 리조트 아오모리야(미사와시)에서 개최된 데라야마 슈지 연극제 2013에서 극단 A・P・B-Tokyo에 의해 상연되었다.
2015년 12월 16일부터 23일까지, 하나구미 시바이에 의해 가노 유키카즈 연출로 아울스팟 시어터에서 상연되었다. 기다유부시를 사용한 조루리극 형식의 작품이다. 모피의 마리 역은 타니야마 도모히로, 아키바 요지의 더블 캐스팅이다.
2019년 3월 14일부터 21일까지, 세이가칸 창립 35주년 기념 공연으로 도쿄예술극장 시어터웨스트에서 상연. 모피의 마리 역은 노구치 카즈미, 미소년 역은 야스카와 준페이와 스나하라 겐스케, 미소녀/몬파쿠 역은 히데로와 나카무라 아타루, 하인 역은 가노 유키카즈와 쓰치야 료타의 더블 캐스팅이다. 연출은 데라야마 헨리쿠가 맡았다. 데라야마 헨리쿠는 데라야마 슈지의 어머니 하쓰의 희망에 따라 양자 연을 맺어 데라야마 슈지의 의동생이 된 인물이다.

#### 번안에 의한 상연
인형극 배우인 다이라 조가 2003년에 인형극 버전의 《모피의 마리》를 제작하여 일본인형극대상 은상을 수상했다. 수제 인형을 사용하여 대사와 인형 조작 등 모든 것을 혼자서 해내는 스타일의 작품이다. 13개의 인형을 혼자서 다루며, "15세 미만 관람 불가"를 내걸었다. 시즈오카 예술극장과 신국립극장 등에서 여러 차례 재공연되고 있다. 2003년 당시의 공연에서는 관객이 3명인 회차도 있었지만, 관객이 관객을 부르면서 막바지에는 입석이 나올 정도가 되었다고 한다.
- 2006년 5월 31일 푸크 인형극장[67]
- 2007년 8월 10일 문화포럼 가스가이・시청각홀(아이치현 가스가이시)[68]
- 2008년 6월 18일, 19일 메이시어터(오사카부 스이타시)[64]
- 2008년 9월 20일 파르테논 타마 소홀(도쿄도 타마시)[69]
- 2010년 1월 15일 알카스 SASEBO(나가사키현 사세보시)[70]
- 2010년 1월 23일 후쿠후쿠홀(후쿠오카시)[70]
- 2010년 4월 20일부터 25일까지 시어터그린(도쿄・이케부쿠로)[63]
- 2013년 8월 17일 인형극 배우 다이라 조의 세계 미에현 타키초 민문화회관[71]
- 2017년 10월 2일 신국립극장 소극장[72]

## 반응과 평가
《모피의 마리》는 초연 때부터 인기 있는 작품이었다. 아트 시어터 신주쿠분카에서 대히트가 되어서 "전설의 무대" 등으로 불리기도 한다. 미시마 유키오는 이 작품에 감명을 받아 미와 아키히로에게 《검은 도마뱀》의 주연을 강력히 요청했다고 한다. 한편으로, 신주쿠의 게이바 마담들이 대거 출연하여 스캔들러스한 이야기를 연기하는 모습은 눈살을 찌푸리게 했다고 한다.
데라야마 슈지의 연극 중에서는 가장 상연 횟수가 많다고 알려져 있다. 마리가 양자인 킨야에게 집착하는 모습을 그린 이 이야기는, 모성에 기초한 "일본 사회의 혈연체적인 풍토"를 그린 작품으로서 평가가 높으며, 데라야마 슈지의 "모성 갈망의 초기 대표작" 등으로 불리기도 한다. 데라야마와 미와의 미학이 전면에 드러난 "키치하고 농후한" 맛이 특징이라고 한다. 한편으로 미와 아키히로의 스타일의 영향력이 너무나 강해져서, 그 "규범화"를 비판적으로 보고 새로운 연출을 요구하는 움직임도 있다.
게가와노마리즈의 멤버인 시마 료헤이는 《모피의 마리》를 마음에 들어 했으며, 밴드 이름을 여기서 따왔다.

## 대본집 출판
《영화평론》 1967년 10월호에 초연 대본이 게재되었지만, 이는 그 후에 나온 버전과는 다르다. 그 후, 《데라야마 슈지의 희곡 제1》(寺山修司の戯曲 第1)이 1969년에 시초사에서 간행되었다. 그 후의 주요 판본으로는 다음과 같은 것들이 있다.
- 《모피의 마리: 희곡 외 4편》(毛皮のマリー : 戯曲他4篇), 가도카와 서점(1976)
- 《데라야마 슈지의 희곡 1》(寺山修司の戯曲 1), 시초샤(1983)
- 《데라야마 슈지 희곡집 1 (초기 1막물편)》(寺山修司戯曲集 1 (初期一幕物篇)), 겍쇼보(1995)
- 《데라야마 슈지 저작집 제3권 (희곡)》(寺山修司著作集第3巻 (戯曲)), 퀸테센스 출판(2009)

- 《모피의 마리 피는 선 채로 잠들어 있다: 희곡 개판》(毛皮のマリー 血は立ったまま眠っている : 戯曲 改版), 가도카와 서점(2009)

## 참고문헌
- 寺山修司 (2009). 《寺山修司著作集 3：戯曲》. クインテッセンス出版. ISBN 9784781200514.
- 久保陽子 (2016). “寺山修司『毛皮のマリー』論”. 《演劇学論集》 (日本演劇学会) 62: 35–49.